# Reopalu (rzeka)
Reopalu (est. Reopalu jõgi) – rzeka w zachodniej Estonii. Źródła znajdują się na północ od wsi Võõbu, Paide. Wpada do rzeki Parnawa na południe od Paide. Ma długość 27 km i powierzchnię dorzecza 142,1 km².